# Katsuyuki Konishi
Katsuyuki Konishi (小西 克幸?, Konishi Katsuyuki; Wakayama, 21 aprile 1973) è un doppiatore giapponese. È noto per aver doppiato Kamina in Sfondamento dei cieli Gurren Lagann, Diavolo in Le Bizzarre Avventure di JoJo, Tengen Uzui in Demon Slayer e Tatsumi Oga in Beelzebub. Lavora per Ken Production e il suo debutto nel doppiaggio è stato nell'anime Yūsha Ō Gaogaigar.

## Doppiaggio

### Serie animate
- Abenobashi - Il quartiere commerciale di magia (Kōhei Tanaka)
- Agatha Christie's Great Detectives Poirot and Marple (Mister Robinson)
- Air Master (Yoshitoku Konishi)
- Akame ga Kill! (Bulat)
- Aquarian Age: Sign for Evolution (Shingo Hirota)
- Arte (Leo)
- Asu no Yoichi! (Ukyō Saginomiya)
- Avenger (Garcia)
- Ayashi no Ceres  (Touya)
- Bamboo Blade (Toraji Ishida)
- Basquash! (Slash Keenz (passato))
- Beelzebub (Tatsumi Oga)
- Black Cat (Zaguine Axeloke)
- Black Clover (Fuegoleon Vermilion)
- Bleach (Asano Keigo, Shuhei Hisagi)
- BLOOD+ (Hagi)
- Bobobo-bo Bo-bobo (Kanemaru, Tarashi)
- Card Captor Sakura (Spinel Sun, Yoshiyuki Terada)
- CatDog (Cat)
- Daphne in the Brilliant Blue (Jirō)
- D.Gray-man (Komui Lee, vari ruoli)
- Danganronpa: The Animation (Daiya Owada)
- Darling in the Franxx (Hachi)
- Dear Boys (Kenji Dobashi)
- Demon Slayer (Tengen Uzui)
- Detective Conan (Hojima Akira ep 335-336)
- Diabolik Lovers (Reiji Sakamaki)
- Dragon Ball Kai (Ginew)
- Dragon Ball Super (Ginew)
- Duel Masters (Knight)
- Fairy Tail (Laxus Dreyar, Yury Dreyar)
- Fire Force (Takeru Noto)
- Food Wars! - Shokugeki no Soma (Somei Saito)
- Fate/strange Fake (Hansa Cervantes)
- Full Metal Panic! (Shirai Satoru)
- Fuuto PI (Renji Tachikawa)
- Gachiakuta (Enjin)[1]
- Gakuen Heaven (Tetsuya Niwa)
- GeGeGe no Kitarou (Shu no Bon)
- Geisters (Victor Deicius)
- Get Backers (Shunsuke Akutsu, Uryuu Toshiki)
- Gokusen (Tomoya Shinohara)
- Grand Blue Dreaming (Ryuujirou Kotobuki)
- Hetalia Axis Powers (USA, Canada)
- Hikaru no go (Hiroyuki Ashiwara)
- Il principe del tennis (Kajimoto Takahisa)
- Immortal Grand Prix (Ricardo Montazio)
- Inazuma Eleven GO Chrono Stones (Zanark Avalonic)
- Karin (Usui Kenta)
- Kaze no stigma (Irwin Leszal)
- Kengan Ashura (Naoya Okubo)
- Kill la Kill (Tsumugu Kinagase, Guts)
- Kiniro no Corda (Shinobu Ōsaki)
- Kinnikuman Perfect Origin Arc (Robin Mask)
- Kishin Taisen Gigantic Formula (Hasan Pappas)
- Kyo Kara Maoh! (Shōri Shibuya)
- Kyōshirō to towa no sora (Kyōshirō Ayanokōji)
- La legge di Ueki (Monjirō Oniyama)
- Lamù e i casinisti planetari - Urusei yatsura (Rei)
- Le Bizzarre Avventure di JoJo: Vento Aureo (Diavolo)
- Loveless (Agatsuma Soubi)
- Mack, ma che principe sei? (Muitsu Ichiroku)
- Macross Frontier (Ozma Lee)
- MÄR (Ash, Jupiter, Boss)
- MegaMan NT Warrior (Kenichi Hino)
- Mirmo (Dottore)
- Mission: Yozakura Family (Kyoichiro Yozakura)
- Mobile Suit Gundam 00 (Johann Trinity)
- Monkey Typhoon (Juterm)
- Monochrome Factor (Ko)
- Moyashimon (Kaoru Misato)
- Mai-Otome (Sergay Wáng)
- Ōedo Rocket (Genzō)
- One Piece (Salco, Sheepshead)
- One-Punch Man (Tank Top Master)
- Onimusha (Heikuro)
- Onmyō Taisenki (Inferno of Yatarōu)
- Pluster World (Mighty V)
- Pokémon (Snorlax di Ash, Heracross di Ash, Delibird, altri)
- Pokemon Advanced Generation (Cacnea di James, Corphish di Ash, Brodie, altri)
- Pokémon Diamante e Perla (Cacnea di James, Croagunk di Brock, altri)
- Prison School (Takehito "Gakuto" Morokuzu)
- Record of Ragnarok (Eracle)
- Rental Magica (Sekiren)
- Rising Impact (Lancelot Norman)
- Rune Soldier (Louie)
- Samurai Champloo (Daikichi)
- Samurai Deeper Kyo (Mibu Kyoshiro e Onimeno Kyo)
- Scrapped Princess (Fulle/Furet)
- Sekai-ichi Hatsukoi (Takano Masamune)
- Sekirei (Kaoru Seo)
- Sfondamento dei cieli Gurren Lagann (Kamina)
- Shaman King (Amidamaru, Luchist Lasso, Buramuro)
- Shaman King Flowers (Amidamaru)
- Shōnen Onmyōji (Guren-Touda)
- Skip Beat! (Ren Tsuruga)
- Space Patrol Luluco (Guts)
- Superior Defender Gundam Force (Asuramaru)
- SSSS.Gridman (Max)
- Tokyo Ghoul (Kotaro Amon)
- Transformers: Energon (Optimus Prime, Overdrive)
- Trinity Blood (Radō Balfon)
- Tytania  (Fan Hulic)
- Uchū no Stellvia (Comandante Clark)
- Virgin Punk (Mr. Elegance)
- Xam'd: Lost Memories (Akushiba)
- Yakitate!! Japan (Karne)
- Yakuza Fiancé (Taketo Hotei)[2]
- Yūsha Ō Gaogaigar (Volfogg, Big Volfogg)

### OAV
- Kachō no koi (Mama del Blue Dragon)
- Mobile Suit Gundam SEED C.E. 73: Stargazer (padre di Sven)
- I Cavalieri dello zodiaco - Saint Seiya - Hades (Phoenix)
- Tales of Symphonia: The Animation (Lloyd Irving)

### ONA
- Ninja Slayer From Animation (Buster Tetsuo)
- Onimusha (Heikuro)

### Film d'animazione
- Cowboy Bebop - Il film (Robber D)
- Phantom Blood (Jonathan Joestar)
- Pokémon 2 - La forza di uno (Zapdos)
- Pokémon: Jirachi Wish Maker (Salamence)
- Pokémon: Fratello dallo spazio (Rayquaza)
- Pokémon Ranger e il Tempio del Mare (Fearow)
- Code Geass: Rozé of the Recapture (Isao Monobe)

### Videogiochi
- .hack//G.U. Vol. 1//Rebirth (Sakaki)
- .hack//G.U. Vol. 2//Reminisce (Sakaki)
- .hack//G.U. Vol. 3//Redemption (Sakaki)
- Akiba's Beat (Boss)
- Arc Rise Fantasia (Sarge)
- Arknights (SilverAsh)
- Arslan: The Warriors of Legend (Esfan)
- Armored Core VI: Fires of Rubicon (Rokumonsen)
- Assassin's Creed (Altaïr Ibn-La'Ahad)
- Assassin's Creed: Revelations (Altaïr Ibn-La'Ahad)
- Baten Kaitos Origins (Heughes)
- Blazer Drive (Jonathan)
- Bleach: Shattered Blade (Shuhei Hisagi)
- Bleach: Brave Souls (Shuhei Hisagi)
- Bloodborne (Alfred)
- Castlevania Judgment (Cornell)
- Dragalia Lost (Ranzal, Luther)
- Dragon Ball: Raging Blast (Ginew)
- Dragon Ball Z: Tenkaichi Tag Team (Ginew)
- Dragon Ball: Raging Blast 2 (Ginew)
- Dragon Ball Z: Ultimate Tenkaichi (Ginew)
- Dragon Ball Z: Battle of Z (Ginew)
- Dragon Ball Xenoverse (Ginew)
- Dragon Ball Xenoverse 2 (Ginew)
- Dragon Ball FighterZ (Ginew)
- Dragon Ball Legends (Ginew)
- Dragon Ball Z: Kakarot (Ginew)
- Dragon Ball: Sparking! Zero (Ginew)
- Dragon Force II: Kamisarishi Daichi ni (Winston)
- Dragon Quest XI S: Echi di un'era perduta - Edizione Definitiva (Lingualonga, Jormun, Bato)
- Eiyuden Chronicle: Hundred Heroes (Yuferius VII)
- Eternal Sonata (Crescendo)
- Fantasian Neo Dimension (Zinikr)
- Fantasy Life i: La ragazza che ruba il tempo (Bray)
- Final Fantasy XIV: Stormblood (Hien Rijin)
- Final Fantasy Tactics: The Ivalice Chronicles (Messam Elmdore)
- Fire Emblem: Fates (Xander)
- Fire Emblem Heroes (Bantu, Xander, Hubert)
- Fire Emblem Echoes: Shadows of Valentia (Randal)
- Fire Emblem Warriors (Xander)
- Fire Emblem: Three Houses (Hubert)
- Fire Emblem Warriors: Three Hopes (Hubert)
- Fire Emblem: Engage (Sombron)
- Fist of the North Star: Ken's Rage (Kenshiro)
- Fist of the North Star: Ken's Rage 2 (Kenshiro)
- Fitness Boxing: Fist of the North Star (Kenshiro)
- Galaxy Angel (Lester Cooldaras)
- Granblue Fantasy (Beelzebub)
- Granblue Fantasy: Versus (Beelzebub)
- Granblue Fantasy: Versus Rising (Beelzebub, Gorilla)
- Gundam Breaker 3 (Mr. Gunpla)
- Gundam Breaker 4 (Mr. Gunpla, Narratore)
- Clover no Kuni no Alice (Blood Dupre)
- Heart no Kuni no Alice (Blood Dupre)
- Honkai: Star Rail (Boothill)
- I Cavalieri dello zodiaco - Hades (Phoenix)
- I Cavalieri dello zodiaco - Cronache di guerra (Phoenix)
- Katahane (Ein Ronberg)
- Kill la Kill: IF (Tsumugu Kinagase)
- J-Stars Victory Vs (Tatsumi Oga, Kenshiro)
- JoJo's Bizarre Adventure: All Star Battle R (Diavolo)
- Jump Force (Kenshiro)
- Kiniro no corda (Shinobu Ōsaki)
- Kiniro no corda 2 (Shinobu Ōsaki)
- Lufia: Curse of the Sinistrals (Gades)
- Magic Pengel: The Quest for Color (voci aggiuntive)
- Majikoi! R (Shoichi Kazama)
- Mega Man Network Transmission (BrightMan.EXE)
- Mega Man 11 (Rush, Torch Man)
- Moonlight Syndrome (voci aggiuntive)
- NeoGeo Battle Coliseum (Keiichiro Washizuka)
- No More Heroes: Heroes' Paradise (Henry Cooldown)
- No More Heroes III (Henry Cooldown, Vanishing Point)
- Octopath Traveler (Olberic Eisenberg)
- PokèPark Wii: La grande avventura di Pikachu (Gengar, Blaziken, Glalie, Staravia, Garchomp, Gliscor)
- Pokémon Masters EX (Professor Augustine Platan)
- Project Zero: Mask of the Lunar Eclipse (Choshiro Kirishima)
- Radiant Historia: Perfect Chronology (Stocke)
- Resident Evil Zero HD Remaster (Billy Coen)
- Rise of the Ronin (Shinsaku Takasugi)
- Robot Alchemic Drive (Souya Hourai)
- Ryu ga Gotoku Online (Jun Oda)
- Saint Seiya: Brave Soldiers (Phoenix)
- Saint Seiya: Soldiers' Soul (Phoenix)
- Samurai Deeper Kyo (Mibu Kyoshiro)
- Samurai Shodown: Warriors Rage (Hanzo Hattori)
- Samurai Warriors 2 (Toshiie Maeda)
- Samurai Warriors 3 (Toshiie Maeda)
- Samurai Warriors 4 (Toshiie Maeda)
- Samurai Warriors: Spirit of Sanada (Toshiie Maeda, Naomasa-Ii)
- Samurai Warriors 5 (Toshiie Maeda)
- Shaman King: Spirit of Shamans (Amidamaru)
- Shaman King: Soul Fight (Amidamaru)
- Shaman King: Funbari Spirits (Amidamaru, Luchist Lasso)
- Shin Megami Tensei: Devil Survivor Overclocked (Eiji Kamiya/Gin)
- Shin Megami Tensei IV (Walter/Lucifero)
- Shin Megami Tensei IV: Apocalypse (Walter/Lucifero)
- Silver Chaos (Leica Kit)
- Silver Chaos II: Artificial Mermaid (Jael Koga)
- Soulcalibur Legends (Lloyd Irving)
- Summon Night 4 (Subaru)
- Super Robot Wars Alpha 2 (Volfogg/Big Volfogg)
- Super Robot Wars Alpha 3 (Volfogg/Big Volfogg)
- Super Robot Wars Z2: Destruction Chapter (Johann Trinity, Kamina, Ozma Lee)
- Super Robot Wars Z2: Rebirth Chapter (Ozma Lee)
- Super Robot Wars Z3: Hell Chapter (Ozma Lee, Kamina)
- Super Robot Wars Z3: Heaven Chapter (Ozma Lee, Kamina, Pinion)
- Super Robot Wars T (Big Volfogg)
- Super Robot Wars 30 (Max)
- Super Smash Bros. Brawl (Rayquaza)
- Super Smash Bros. per Nintendo 3DS e Wii U (Snorlax, Deoxys)
- Super Smash Bros. Ultimate (Snorlax, Deoxys)
- Tales of Symphonia (Lloyd Irving)
- Tales of the World: Radiant Mythology (Lloyd Irving)
- Tales of Symphonia: Dawn of the New World (Lloyd Irving)
- Tales of the Rays (Lloyd Irving)
- Tales of Crestoria (Lloyd Irving)
- The King of Fighters '99 (Maxima)
- The King of Fighters 2000 (Maxima)
- The King of Fighters 2001 (Maxima)
- The King of Fighters 2002 (Maxima)
- The King of Fighters 2003 (Maxima)
- The King of Fighters Neowave (Maxima)
- The King of Fighters: Maximum Impact (Maxima)
- The King of Fighters XI (Maxima)
- KOF: Maximum Impact 2 (Maxima)
- The King of Fighters 2002: Unlimited Match (Maxima)
- The King of Fighters XIII (Maxima)
- The King of Fighters XIV (Maxima)
- The King of Fighters: All Star (Maxima)
- The King of Fighters for Girls (Maxima)
- The King of Fighters XV (Maxima)
- The Last Blade (Keiichiro Washizuka)
- The Last Blade 2 (Keiichiro Washizuka)
- War of the Visions: Final Fantasy Brave Exvius (Engelbert)
- Warriors Orochi 2 (Toshiie Maeda)
- Warriors Orochi 3 (Toshiie Maeda, Shuten Doji)
- Warriors Orochi 4 (Toshiie Maeda, Naomasa-Ii, Shuten Doji)
- Yakuza 0 (Jun Oda)
- Your·Memories Off ~Girl's Style (Ku-ta)

### Altri ruoli
- The Fast and the Furious: Tokyo Drift (Sean Boswell (Lucas Black))
- Meteor Garden (Dao Ming Si (Jerry Yan))
- Doctor Who (The Doctor (Christopher Eccleston))
- Transformers - La vendetta del caduto (Mudflap (Reno Wilson))
- Tensou Sentai Goseiger (Goseiknight/Groundion Headder)